# La Trinité-de-Thouberville
La Trinité-de-Thouberville é uma comuna francesa na região administrativa da Normandia, no departamento de Eure. Estende-se por uma área de 3,33 km². Em 2010 a comuna tinha 436 habitantes (densidade: 130,9 hab./km²).